# Trần Thế Mỹ
Trần Thế Mỹ (giản thể: 陈世美; phồn thể: 陳世美; bính âm: Chén Shìmĕi) là một nhân vật trong kinh kịch dân gian của Trung Hoa được truyền tụng gắn với giai thoại xử án của Bao Công. Trần Thế Mỹ xuất thân bần hàn nhưng học giỏi và đỗ trạng nguyên rồi kết hôn với công chúa nhà Tống trở thành phò mã.

## Vụ án
Trần Thế Mỹ xuất thân vốn là một thư sinh nghèo khó tại vùng Hồ Nam, có cha mẹ nghèo khó, anh ta kết hôn với Tần Hương Liên (秦香蓮) và có hai đứa con. Tần Hương Liên hết lòng dốc sức làm lụng cho Trần Thế Mỹ ăn học. Sau đó Trần Thế Mỹ lên kinh thi cử và đỗ trạng nguyên. Công chúa thấy Thế Mỹ sáng sủa và muốn kết hôn. Tân khoa trạng nguyên Trần Thế Mỹ tài học xuất chúng, được thái hậu yêu quí và chiêu làm phò mã, cả nước cùng ăn mừng.
Trần Thế Mỹ vì đỗ trạng nguyên mà được tung hô, tâng bốc và đã chán cảnh nghèo khổ nên muốn ruồng bỏ quá khứ, chối bỏ vợ con. Lúc này Tần Hương Liên dẫn hai người con lên kinh tìm chồng, trước đó cha mẹ của Trần Thế Mỹ vì quá già yếu nghèo khó nên mất, trước khi mất dặn Hương Liên lên tìm chồng trở về quê.
Thôn phụ Tần Hương Liên mang theo hai đứa con là Xuân Ca và Đông Muội vượt ngàn dặm đến kinh thành tìm chồng. Vốn là phò mã nên Trần Thế Mỹ đã không nhận vợ con và sai người đuổi họ đi vì sợ tội "Trùng hôn" (đã kết hôn rồi lại kết hôn lần nữa khi chưa hủy hôn ước nhất là dám lừa dối công chúa là chưa có vợ).
Tần Hương Liên uất ức nên chặn kiệu của Bao Chửng đệ đơn kêu oan. Được sự giúp đỡ của Triển Chiêu, cô tới được công đường nhờ Bao chửng phán xét. Trần Thế Mỹ biết chuyện liền phái Hàn Kỳ giết hại ba mẹ con để giết người diệt khẩu nhưng không thành. Hàn Kỳ cũng ăn năn những việc mình đã làm và tự kết liễu mình rồi đưa đao đồng vốn là vật trong phủ Phò mã cho Tần Hương Liên làm vật chứng để tố cáo tội ác của Trần Thế Mỹ.
Bao Chửng triệu Trần Thế Mỹ tới công đường Khai Phong hỏi tội rồi kết án và cho đao phủ xử chém. Trần Thế Mỹ ỷ vào sự che chở của vợ và thái hậu Lý thị (người mà trước đó đã nhờ Bao Thanh Thiên giải oan cho mình trong vụ án Linh miêu đánh tráo thái tử) gây áp lực đòi tha hắn. Tuy nhiên, Bao Công cùng với các cộng sự của mình kiên quyết xử chém, thậm chí ông cùng với các cộng sự cởi mũ quan và đưa Thế Mỹ lên Long đầu trảm xử chém.

## Trùng hợp
Trong lịch sử có nhân vật tên Trần Thế Mỹ. Ông vốn tên là Trần Niên Dục (陳年谷), còn có tên là Trần Thục Mỹ (陳熟美), người Quân Châu tức huyện Quân, Hồ Bắc ngày nay. Ông xuất thân trong gia đình nho sĩ. Vào thời kỳ đầu triều Thanh ông lai kinh ứng thí. Năm thứ 8 Thuận Trị tức năm 1651, ông đỗ tiến sĩ khoa Tân Mão. Đầu tiên ông nhậm chức tri huyện tại một huyện thuộc tỉnh Hà Bắc.
Trên thực tế, nhân vật văn học Trần Thế Mỹ xuất hiện lần đầu trong tiểu thuyết Bao công án thời nhà Minh, không có liên hệ gì tới nhân vật sống thời nhà Thanh.